# Вир (археологічна пам'ятка)
Вир — археологічна пам'ятка, давнє місто на лівому березі річки Вир (приток Сейму, басейн Дніпра), у гирлі її притоки річки Крига. Нині тут лежить місто Білопілля.
Вперше Вир згадано в Іпатіївському літописі під 1113. Місто складалося з дитинця (1,5 га), що займав високий (15-18 м) мис лівого берега річки Крига, та «окольного міста» («острога»), до якого прилягав відкритий посад (7-10 га). Згадується в літописах під 1147, 1160, 1161 у зв'язку з боротьбою проти половців та феодальними усобицями на південних землях Русі як центр однойменної волості між верхів'ями річок Сула та Сейм (площа — понад 8 тис. км²), що у 12 столітті не раз переходила з рук в руки. У 1159-62 роках — столиця уділу Ізяслава Давидовича. Надалі разом з Курським Посейм'ям Вир входив до складу Новгород-Сіверського князівства. Відігравав важливу роль у системі оборони південно-східних кордонів Русі, контролюючи «степовий коридор» — прохід у половецький степ. Знищений 1239 року під час монголо-татарської навали.
У 16 столітті в руському дитинці завдяки наявності земляних укріплень та сприятливому рельєфу розташовувався опорний пункт путивельської прикордонної сторожі Московського князівства. Поблизу була переправа через річку Вир.
Локалізований богословом та істориком Філаретом (Гумілевським) у середині 19 століття. Його досліджували В. Богусевич (1958-59) та В. Приймак (1985-93); загалом в різних частинах городища розкопано близько 800 м². Виявлено рештки житлових та виробничо-господарських споруд, зафіксовано сліди залізоробного, ковальського, ювелірного, кісткорізального ремесел.